# خوذة ملاكمة

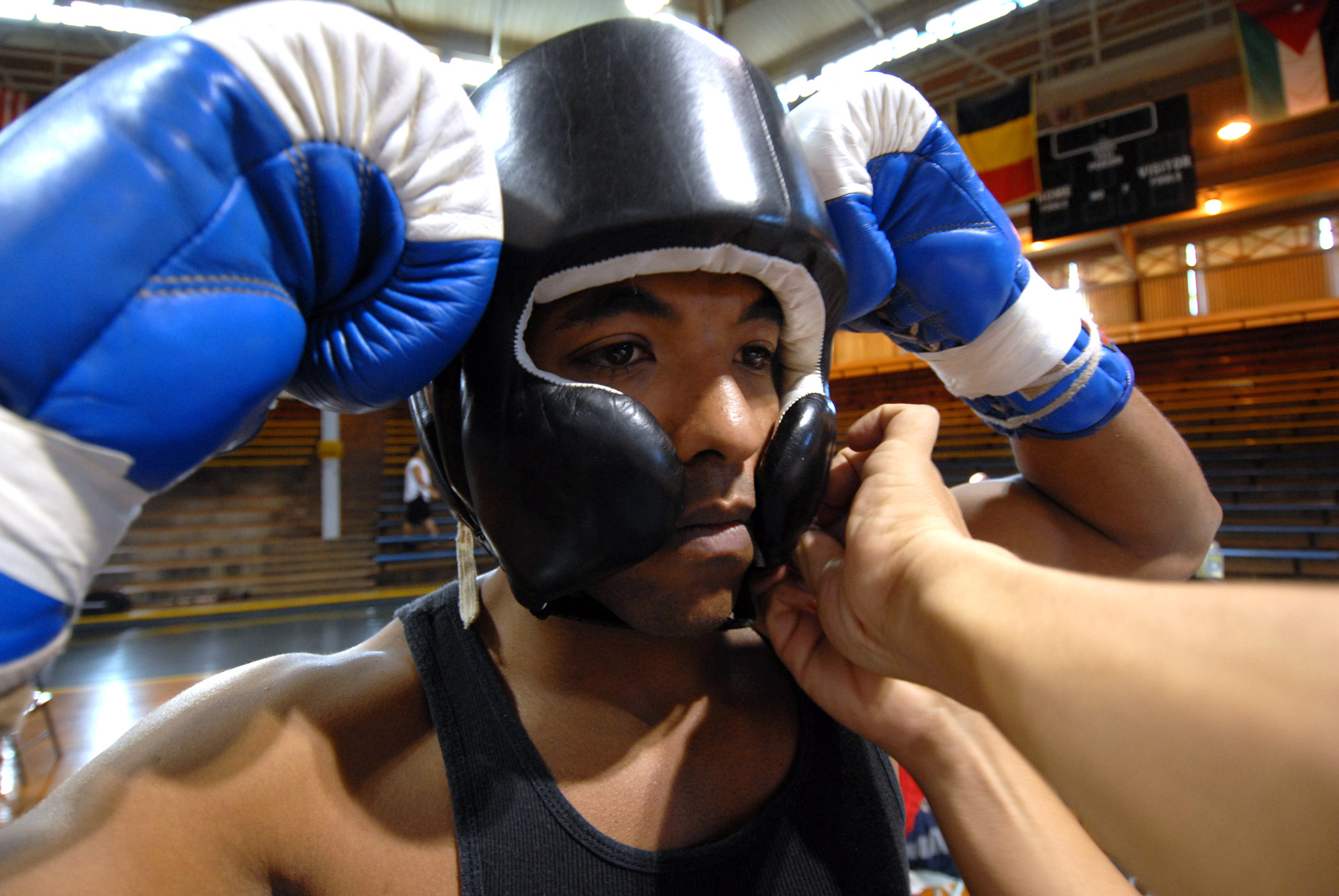
خوذة حماية الرأس

خوذة الملاكمة أو قفل الملاكمة (تسمى «قفص الغضب» أو «خوذة القتال» أو «الخوذ والقفازات» أيضا) هي لعبة تؤدى بواسطة المراهقين في المقام الأول لعبة هوكي أو [لكروس] اللاعبين في حجرات تغيير الملابس الخاصة بهم أو السراديب.

## نظرة تاريخية
- ظلت الملاكمة حتى القرن الثامن عشر الميلادي تمارس بقبضات عارية وقد أوجد البريطانيون الحلقة الأرضية وأحاطوها بصفين من الحبال، وقـام جـاك بروتـون عـام 1730 وجـايمس فيـغ James Figg بتعلمها للدفاع عن النفس وفي عام 1743م قام عدد من النبلاء الإنكليز المحبين للملاكمة بإنشاء جمعية تشرف عليها مؤسسة لندن برايز رينغ رولز London Prize Ring Rules.

في العصر الحديث أخذت الملاكمة بالتطور بدءاً من القرن الثامن عشر واعتمدت قواعد اللعب التي وضعها جاك بروتون Jack Broughton الذي كان أول من ابتدع القفازات، وكان عدد الجولات يحدد بالاتفاق بين اللاعبين وكان زمن كل جولة ثلاث دقائق يتخللها دقيقة للراحة، وتنتهي المباراة باستسلام الخصم أو بسقوط أحد الملاكمين حيث يقوم الحكم بالعد حتى العشرة.
- ومنذ عام 1892م بدئ باستخدام القفازات الجلدية رسمياً، وفي عام 1906م وضِع قانون جديد للعبة الملاكمة يلزم الملاكم بإجراء الفحوص الطبية للتأكد من سلامته، وتم تعديل هذا القانون عام 1920م وعام 1929م وسمح للحكم بأن يدخل الحلقة بعدما كان سابقاً يجلس على مقعد خاص خارجها، وفي عام 1931م تم تكليف قضاة لمساعدة الحكم واستخدمت واقيات للفم وخوذة لحماية الرأس، وفي عام 1950م تضمن القانون ضرورة إيقاف المباراة عند تلقي الملاكم ثلاث ضربات قاضية حفاظاً على حياته.
- تأسس الاتحاد الإنكليزي للملاكمة عام 1884م والاتحاد الأمريكي عام 1888م وفي عام 1891م أُقر القانون الحالي للعبة.
- عموما لا يتم الاشراف على هؤلاء من قبل الكبار. فالمشاركين يرتدون الخوذ وأحيانا القفازات ويتقتالون في منتصف غرفة خلع الملابس. والهدف من اللعبة هو تسجيل أكبر عدد مشاهدات على الرأس ممكن حتى يتم الإطاحة بالخصم لأسفل، يستسلم، أو حتى تقع منه الخوذة.
- غالبا ما ينظر لللعبة كطقوس المرور للاعبين والمقاتلين يشعرون ضغط الأنداد للمشاركة. هناك شعور زائف بالأمان بين المراهقين بأن الوجه والرأس محمية [3]
- تحتاج الملاكمة لبعض أدوات الحماية من بطش المنافسين، فليس غرض اللعبة تكسير العظام، ولكن غرضها إظهار المهارات الفنية للاعبين بالقتال بقبضة اليد.

## موصفاتها
- خوذة الملاكمة الجلدية لملاكمة آمنة تكون محشوة بكثافة لزيادة قوة التحمل وامتصاص الصدمات.
- الخوذة تناسب جميع المقاسات بها لاصق موجود أسفل الذقن ويمكن التحكم في توسعته وتضيقه،
- مزودة بأربطة خلفية ولاصقات أسفل الذقن.
- بها فتحات للأذن.
- مصممة بالكامل من الجلد وهو قوى ومتين قادر على تحمل وامتصاص الصدمات.[4][5]

## وصلات خارجية
- www.ctv.ca